# BMC Racing Team/Saison 2012
Dieser Artikel listet Erfolge und Fahrer des BMC Racing Teams in der Saison 2012 auf.

## Erfolge in der UCI WorldTour
In der Saison 2012 gelangen dem Team nachstehende Erfolge in der UCI WorldTour.
| Datum        | Rennen                          | Sieger            |
| ------------ | ------------------------------- | ----------------- |
| 5. Mai       | 1. Etappe Giro d’Italia (EZF)   | Taylor Phinney    |
| 27. Mai      | 21. Etappe Giro d’Italia (EZF)  | Marco Pinotti     |
| 4. Juni      | 1. Etappe Critérium du Dauphiné | Cadel Evans       |
| 12. August   | 7. Etappe Eneco Tour            | Alessandro Ballan |
| 26. August   | 9. Etappe Vuelta a España       | Philippe Gilbert  |
| 31. August   | 13. Etappe Vuelta a España      | Steve Cummings    |
| 7. September | 19. Etappe Vuelta a España      | Philippe Gilbert  |
| 13. Oktober  | 5. Etappe Tour of Beijing       | Steve Cummings    |

## Erfolge in der UCI America Tour
In der Saison 2012 gelangen dem Team nachstehende Erfolge in der UCI America Tour.
| Datum         | Rennen                                    | Kat. | Sieger             |
| ------------- | ----------------------------------------- | ---- | ------------------ |
| 11. August    | 5. Etappe Tour of Utah                    | 2.1  | Johann Tschopp     |
| 7.–12. August | Gesamtwertung Tour of Utah                | 2.1  | Johann Tschopp     |
| 21. August    | 2. Etappe USA Pro Cycling Challenge       | 2.HC | Tejay van Garderen |
| 26. August    | 7. Etappe USA Pro Cycling Challenge (EZF) | 2.HC | Taylor Phinney     |

## Erfolge in der UCI Europe Tour
In der Saison 2012 gelangen dem Team nachstehende Erfolge in der UCI Europe Tour.
| Datum        | Rennen                                  | Kat. | Sieger                |
| ------------ | --------------------------------------- | ---- | --------------------- |
| 24. März     | 2. Etappe Critérium International (EZF) | 2.HC | Cadel Evans           |
| 24.–25. März | Gesamtwertung Critérium International   | 2.HC | Cadel Evans           |
| 17. April    | 1. Etappe Giro del Trentino             | 2.HC | Mannschaftszeitfahren |
| 29. April    | Giro di Toscana                         | 1.1  | Alessandro Ballan     |
| 24. Juni     | Schweizer Meisterschaft – Straßenrennen | CN   | Martin Kohler         |
| 7. Juli      | 7. Etappe Österreich-Rundfahrt (EZF)    | 2.HC | Marco Pinotti         |
| 1. August    | 1. Etappe Paris–Corrèze                 | 2.1  | Adam Blythe           |
| 2. Oktober   | Binche-Tournai-Binche                   | 1.1  | Adam Blythe           |

## Abgänge – Zugänge
| Zugänge            | Team 2011           | Abgänge            | Team 2012                         |
| ------------------ | ------------------- | ------------------ | --------------------------------- |
| Tejay van Garderen | HTC-Highroad        | Alexander Kristoff | Katusha Team                      |
| Marco Pinotti      | HTC-Highroad        | Karsten Kroon      | Team Saxo Bank-Tinkoff Bank       |
| Adam Blythe        | Omega Pharma-Lotto  | Chris Butler       | Champion System                   |
| Philippe Gilbert   | Omega Pharma-Lotto  | Jeff Louder        | UnitedHealthcare Pro Cycling Team |
| Klaas Lodewyck     | Omega Pharma-Lotto  | Chris Barton       | Bissell Cycling                   |
| Steve Cummings     | Sky ProCycling      | John Murphy        | Kenda-5-Hour Energy Cycling Team  |
| Thor Hushovd       | Team Garmin-Cervélo | Chad Beyer         | Competitive Cyclist Racing Team   |
|                    |                     | Simon Zahner       | EKZ Racing Team                   |

## Mannschaft
| Name               | Geburtstag         | Nationalität           |
| ------------------ | ------------------ | ---------------------- |
| Alessandro Ballan  | 6. November 1979   | Italien                |
| Adam Blythe        | 1. Oktober 1989    | Vereinigtes Königreich |
| Brent Bookwalter   | 16. Februar 1984   | Vereinigte Staaten     |
| Marcus Burghardt   | 30. Juni 1983      | Deutschland            |
| Steve Cummings     | 19. März 1981      | Vereinigtes Königreich |
| Yannick Eijssen    | 26. Juni 1989      | Belgien                |
| Cadel Evans        | 14. Februar 1977   | Australien             |
| Mathias Frank      | 9. Dezember 1986   | Schweiz                |
| Tejay van Garderen | 12. August 1988    | Vereinigte Staaten     |
| Philippe Gilbert   | 5. Juli 1982       | Belgien                |
| George Hincapie    | 29. Juni 1973      | Vereinigte Staaten     |
| Thor Hushovd       | 18. Januar 1978    | Norwegen               |
| Martin Kohler      | 17. Juli 1985      | Schweiz                |
| Klaas Lodewyck     | 24. März 1988      | Belgien                |
| Amaël Moinard      | 2. Februar 1982    | Frankreich             |
| Steve Morabito     | 30. Januar 1983    | Schweiz                |
| Taylor Phinney     | 27. Juni 1990      | Vereinigte Staaten     |
| Marco Pinotti      | 25. Februar 1976   | Italien                |
| Manuel Quinziato   | 30. Oktober 1979   | Italien                |
| Timothy Roe        | 28. Oktober 1989   | Australien             |
| Mauro Santambrogio | 7. Oktober 1984    | Italien                |
| Ivan Santaromita   | 30. April 1984     | Italien                |
| Michael Schär      | 29. September 1986 | Schweiz                |
| Johann Tschopp     | 1. Juli 1982       | Schweiz                |
| Greg Van Avermaet  | 17. Mai 1985       | Belgien                |
| Danilo Wyss        | 26. August 1985    | Schweiz                |